# Сант’Ана I (Нуоро)
Сант’Ана I је насеље у Италији у округу Нуоро, региону Сардинија.
Према процени из 2011. у насељу је живело 163 становника. Насеље се налази на надморској висини од 637 м.